# Понтоппидан, Хенрик
Хенрик (Генрик) Понтоппидан (дат. Henrik Pontoppidan; 24 июля 1857 — 21 августа 1943) — датский писатель-романист, лауреат Нобелевской премии по литературе 1917 года «за правдивое описание современной жизни Дании».

## Биография
Хенрик Понтоппидан родился во Фредерисии на Ютландском полуострове в многодетной семье. Когда Хенрику было шесть лет, родители переехали в центральную часть Ютландии, в город Рандерс. Отец писателя был лютеранским священником и соединял идеи богословия и датского национализма. Сам Понтоппидан в большей степени поддерживал демократические взгляды матери.
Когда Понтоппидану было шесть лет, семья переехала в Рандерс (центральная часть Ютландии), но через год вся Ютландия была оккупирована австрийскими войсками, что очень взволновало мальчика.
Семья Понтоппидана жила довольно скромно, но при этом не нуждалась в средствах. Сам Понтоппидан негативно относился к мелкому дворянству и капиталистам и разделял симпатию к крестьянам. Именно поэтому он решил стать инженером и после окончания средней школы поступил в Копенгагенский политехнический институт. В Копенгагене он посещал галереи и музеи, слушал лекции на философскую тематику, следил за политической жизнью страны. В 1877 году Понтоппидан путешествовал по Швейцарии. Всё это позволило ему усомниться в правильности выбора специальности, и он решил стать писателем.
В 1879 году он бросил институт и стал учителем в крестьянской школе во Фрерслеве, которую открыл его брат Мортен. Работая учителем, он много читал философские и литературные произведения, среди которых были работы Кьеркегора, Ницше и Достоевского.
В 1880 году он служил в армии, а в 1881 году женился на Метте Мари Хансен, молодой крестьянке, с которой познакомился во время преподавания, впоследствии у них было двое детей. В этом же 1881 году состоялся его литературный дебют — в еженедельнике «За рубежом и дома» («Udeog Hjemme») был опубликован его рассказ «Конец жизни» (Et Endeligt). С этого времени и до 1900 года он работал журналистом.
В 1882 году школу, в которой работал Понтоппидан, закрыли, обвинив его брата в подрывной политической деятельности, но Понтоппидан не покинул деревни, а начал заниматься всецело литературной деятельностью. В 1884 году он всё же покинул деревню и осуществил путешествие по Германии и Италии, а после поселился в Копенгагене, где начал участвовать в культурной жизни города.
С 1883 работал над романом о религиозном соперничестве в протестантских течениях Дании.
В 1892 году Понтоппидан развёлся с первой женой и женился на Антуанетте Кофуд. Брак их был бездетным, она умерла в 1928 году.
С 1893 по 1894 работал над восьмитомным романом «Счастливчик Пер». Критики высоко оценили этот роман, в котором проблемы героя были аллегорией на проблемы датского общества.
В 1917 году Генрик Понтоппидан разделил Нобелевскую премию вместе с Карлом Гьеллерупом, но сама церемония награждения не проводилась из-за войны.
Следующие 20 лет писатель продолжал работу и создал свою биографию, состоящую из пяти книг.
Последние годы жизни Понтоппидан прожил в пригороде Копенгагена, где и умер 21 августа 1943 года.

## Творчество

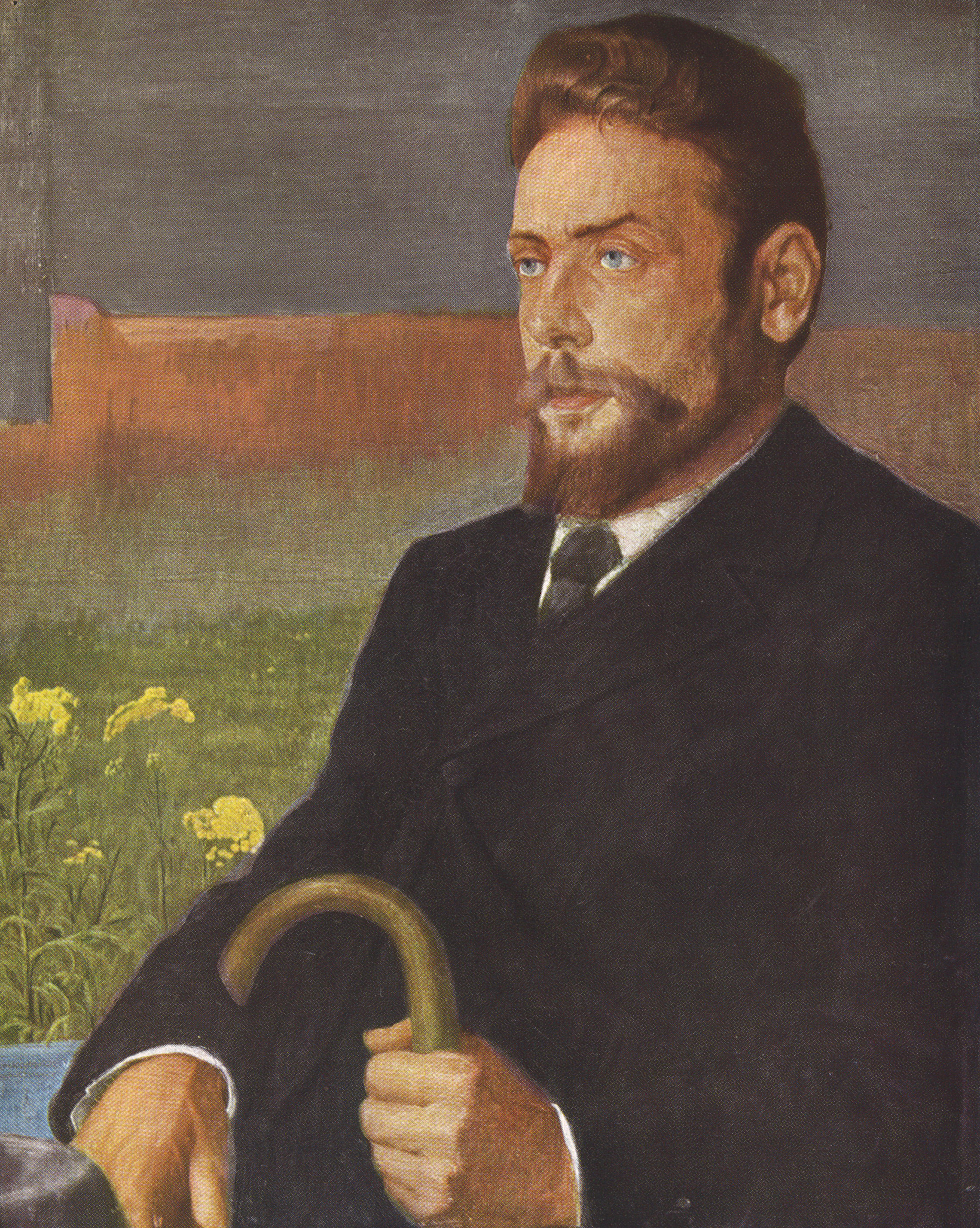
Портрет Хенрика Понтоппидана кисти Йохана Роде (не позже 1935)

Первое произведение Понтоппидана, рассказ «Конец жизни», был опубликован во время военной службы автора 1881, но более серьёзная работа, роман «Обетованная земля», появился в 1891 году. Роман рассказывает о священнике, который поселившись в деревне и женившись на крестьянке, занимается фермерством и при этом, имея демократические взгляды, пытается бороться за равноправие в обществе. При этом он терпит неудачу. Этот роман — это реалистическая картина жизни людей с разных слоёв общества Дании середины XIX века. Кроме этого романа с 1883 года Понтоппидан публикует ряд рассказов о жизни в деревнях и сёлах «Сельские картины» (1883), «От домов» (1887) и «Тучи» (1890).
В 1890-х Понтоппидан написал несколько повестей, которые раскрывают психологические, этические и моральные проблемы: «Ночная стража» (1894), «Старый Адам» (1895) и «Песня песен» (1896).
«Счастливчик Пер» — большой по объёму роман (восемь томов) (1893—1904), повествующий о молодом инженере Пере Сидениусе, который подобно самому Понтоппидану вырос в семье священника и, покинув родительский дом, отправляется учиться в Копенгаген. Юный провинциал создаёт амбициозный инженерный проект строительства каналов и порта в своей родной Ютландии и пытается найти способ воплотить его в жизнь. На его пути встречается немало преград в лице крупных дельцов и представителей интеллигенции. Но самым большим препятствием на пути к счастью Пера является он сам. Это грандиозный роман, разворачивающийся на широком социально-историческом фоне, повествующий о надеждах юности и горьких разочарованиях, о поиске своего места в жизни, об отношении с Богом и семьёй, об одиночестве и возвращении к истокам.
Роман-хроника «Царство мёртвых» — последняя из трёх основных работ писателя. Созданный на протяжении 1912—1916 гг. и состоя из пяти томов, роман представляет широкую социальную панораму Дании, не имея при этом главного героя. Всё же в центре романа пребывает политик радикального направления, который желает изменить и «разбудить» общество.
В последние 20 лет жизни писатель создал пятитомную автобиографию, состоящую из книг «Годы отрочества», «Смена кожи», «Наследство и долг», «Семейная жизнь» и «На пути к самому себе».

## Произведения
Сборники рассказов:
- «Картины сельской жизни» (1883)
- «В хижинах» (1887)

Повесть:
- «В приходе Сандинге» (1883)

Романы:
- «Ночная стража» (1894)
- «Песнь песней» (1896) (трилогия)
- «Обетованная земля» (1891—1895)
- «Счастливчик Пер» (1898—1904)
- «Царство мёртвых» (1912—1916)

Автобиографические очерки
- «На пути к самому себе» (1943)

На русском языке
- Хенрик Понтоппидан Счастливчик Пер: Роман. — Пер. с дат. С. Фридлянд; [Послесл. И. Куприяновой]. — М.: Панорама, 1995. — 688 с.; портр. — 20 000 экз.; ISBN 5-85220-398-X (Лауреаты Нобелевской премии)